# Internationaal Fonetisch Alfabet
Het Internationaal Fonetisch Alfabet of IPA (Engelse afkorting van: International Phonetic Alphabet) is een notatiesysteem voor de klanken die in menselijke spraak voorkomen. Het is grotendeels gebaseerd op het Latijns alfabet.
In het Uitgebreide IPA (Extended IPA) is nog een hele reeks diakritische tekens toegevoegd om kleine uitspraakverschillen aan te geven. Er bestaan ook codes in ASCII-tekens, geschikt om per toetsenbord in te voeren: SAMPA en X-SAMPA. IPA wordt met name door taal- en spraakkundigen gebruikt.

## Geschiedenis
In 1886 stelde een groep van Franse en Britse taaldocenten, geleid door Paul Passy, de International Phonetic Association op. Deze organisatie vormde het eerste Fonetische Alfabet. Het eerste alfabet was gebaseerd op het Romaanse Alfabet, maar om het systeem bruikbaar te maken voor alle talen was het toegestaan om van taal tot taal te variëren. Zo werd het geluid [ʃ] oorspronkelijk weergegeven met <c> in het Engels, maar met <x> in Frankrijk. In 1888 werd het alfabet echter aangepast om uniform te worden voor alle talen.
Sinds de creatie heeft het alfabet meerdere veranderingen ondergaan. Vooral in 1900 en 1932 onderging het alfabet grote aanpassingen. Na 1932 bleef het alfabet tot 1989 onveranderd. In 1993 vond er een kleine aanpassing plaats. Naast het toevoegen en weghalen van symbolen, hebben de symbolen vaak ook andere namen gekregen.
Het huidige alfabet is gebaseerd op het Latijnse alfabet, en gebruikt zo min mogelijk niet-Latijnse symbolen. Hoewel het alfabet meer dan 100 symbolen bevat voor klanken, hoeven ze niet allemaal gelijktijdig gebruikt te worden.

## Letters
De letters van het alfabet zijn ruwweg onderverdeeld in drie groepen: pulmonische medeklinkers, niet-pulmonische medeklinkers, en klinkers.

### Pulmonische medeklinkers
Een pulmonische medeklinker is een medeklinker die wordt gevormd door lucht uit de longen te stoten in plaats van de glottis of mond. Binnen deze groep worden klanken onderverdeeld naar articulatiepunt en manier van articulatie:
| Articulatiepunt →        | Labiaal   | Labiaal      | Coronaal | Coronaal  | Coronaal      | Coronaal  | Dorsaal  | Dorsaal | Dorsaal | Dorsaal | Radicaal  | Radicaal  | Radicaal    | Radicaal    | Glottaal | Glottaal |  |
| Articulatiepunt →        | Bilabiaal | Labiodentaal | Dentaal  | Alveolaar | Postalveolaar | Retroflex | Palataal | Velaar  | Uvulaar | Uvulaar | Faryngaal | Faryngaal | Epiglottaal | Epiglottaal | Glottaal | Glottaal |  |
| Manier van articulatie ↓ | Bilabiaal | Labiodentaal | Dentaal  | Alveolaar | Postalveolaar | Retroflex | Palataal | Velaar  | Uvulaar | Uvulaar | Faryngaal | Faryngaal | Epiglottaal | Epiglottaal | Glottaal | Glottaal |  |
| Nasaal                   | m         | ɱ            | n        | n         | n             | ɳ         | ɲ        | ŋ       | ɴ       | ɴ       |           |           |             |             |          |          |  |
| Plosief                  | p b       | p̪ b̪          | t d      | t d       | t d           | ʈ ɖ       | c ɟ      | k ɡ     | q ɢ     | q ɢ     |           |           | ʡ           | ʡ           | ʔ        |          |  |
| Fricatief                | ɸ β       | f v          | θ ð      | s z       | ʃ ʒ           | ʂ ʐ       | ç ʝ      | x ɣ     | χ       | ʁ       | ħ         | ʕ         | ʜ           | ʢ           | h ɦ      | h ɦ      |  |
| Approximant              | β̞         | ʋ            | ɹ        | ɹ         | ɹ             | ɻ         | j        | ɰ       |         | ʁ       |           | ʕ         |             | ʢ           | h ɦ      | h ɦ      |  |
| Vibrant                  | ʙ         |              | r        | r         | r             | ɽ͡r        |          |         | ʀ       | ʀ       |           |           | я*          | я*          |          |          |  |
| Tap of Flap              | ⱱ̟†        | ⱱ†           | ɾ        | ɾ         | ɾ             | ɽ         |          |         | ɢ̆       | ɢ̆       |           |           | ʡ̯           | ʡ̯           |          |          |  |
| Laterale fricatief       |           |              | ɬ ɮ      | ɬ ɮ       | ɬ ɮ           | ɭ̊˔*       | ʎ̥˔*      | ʟ̝̊*      |         |         |           |           |             |             |          |          |  |
| Laterale approximant     |           |              | l        | l         | l             | ɭ         | ʎ        | ʟ       |         |         |           |           |             |             |          |          |  |
| Laterale flap            |           |              | ɺ        | ɺ         | ɺ             | ɭ̆*        | ʎ̯        | ʟ̆       |         |         |           |           |             |             |          |          |  |

Notities
- Een asterisk (*) betekent dat deze klank (nog) geen officieel symbool heeft in het Internationaal Fonetisch Alfabet.
- † betekent dat dit symbool nog maar net is toegevoegd aan Unicode. Sinds Unicode 5.1.0, is dit het geval voor de labiodentale flap.
- Bij twee symbolen naast elkaar in hetzelfde vak staat het linkersymbool voor de stemloze klank, en de rechter voor de stemhebbende klank.
- Grijze vlakken zijn klanken die als onmogelijk worden gezien om uit te spreken.
- De symbolen [ʁ, ʕ, ʢ]? vertegenwoordigen stemhebbende fricatieven of approximanten.

#### Coarticulatie
Coarticulaties zijn klanken met twee articulatiepunten, die tegelijkertijd worden gebruikt.
| Teken | Naam                                    |
| ----- | --------------------------------------- |
| ʍ     | Stemloze labio-velaire approximant      |
| w     | Stemhebbende labio-velaire approximant  |
| ɥ     | Labiaal-palatale approximant            |
| ɕ     | Stemloze alveolo-palatale fricatief     |
| ʑ     | Stemhebbende alveolo-palatale fricatief |
| ɧ     | Stemloze palataal-velaire fricatief     |

#### Affricaten en dubbele articulatie
Affricaten en dubbel gearticuleerde medeklinkers worden weergegeven met symbolen die bestaan uit twee andere symbolen, verbonden met een verbindingsstreep.
| Teken | Naam                                    |
| ----- | --------------------------------------- |
| t͡s    | Stemloze alveolaire affricaat           |
| d͡z    | Stemhebbende alveolaire affricaat       |
| t͡ʃ    | Stemloze postalveolaire affricaat       |
| d͡ʒ    | Stemhebbende postalveolaire affricaat   |
| t͡ɕ    | Stemloze alveolo-palatale affricaat     |
| d͡ʑ    | Stemhebbende alveolo-palatale affricaat |
| c͡ç    | stemloze palatale affricaat             |
| ɟ͡ʝ    | stemhebbende palatale affricaat         |
| t͡ɬ    | stemloze alveolaire laterale affricaat  |
| k͡p    | stemloze labial-velar plosief           |
| ɡ͡b    | stemhebbende labiaal-velair plosief     |
| ŋ͡m    | labiaal-velaire nasaal                  |

### Niet-pulmonische medeklinkers
Niet-pulmonische medeklinkers zijn klanken waarvan de luchtstroom niet afhankelijk is van de longen. In deze groep bevinden zich de kliks, implosieven en ejectieven.
| Klik | Klik                                  | Implosief | Implosief | Ejectief | Ejectief             |
| ---- | ------------------------------------- | --------- | --------- | -------- | -------------------- |
| ʘ    | Bilabial                              | ɓ         | Bilabiaal | ʼ        | als voorbeeld:       |
| ǀ    | Laminale alveolaire ("dental")        | ɗ         | Alveolaar | pʼ       | Bilabiaal            |
| ǃ    | Apicale (post)alveolaar ("retroflex") | ʄ         | Palataal  | tʼ       | Alveolaar            |
| ǂ    | Laminaal postalveolaar ("palataal")   | ɠ         | Velaar    | kʼ       | Velaar               |
| ǁ    | Laterale coronaal ("lateraal")        | ʛ         | Uvulaar   | sʼ       | Alveolaire fricatief |

### Klinkers
Het Internationaal Fonetisch Alfabet deelt de klinkers in naar de positie van de tong bij het uitspreken.
|                                                                                 | Vooraan                                                                               | Bijna-vooraan                                                                         | Midden                                                                                | Bijna-achteraan                                                                       | Achteraan                                                                             |
| Gesloten                                                                        | \| i • y ɨ • ʉ ɯ • u ɪ • ʏ ʊ e • ø ɘ • ɵ ɤ • o ə ɛ • œ ɜ • ɞ ʌ • ɔ æ ɐ a • ɶ ɑ • ɒ \| | \| i • y ɨ • ʉ ɯ • u ɪ • ʏ ʊ e • ø ɘ • ɵ ɤ • o ə ɛ • œ ɜ • ɞ ʌ • ɔ æ ɐ a • ɶ ɑ • ɒ \| | \| i • y ɨ • ʉ ɯ • u ɪ • ʏ ʊ e • ø ɘ • ɵ ɤ • o ə ɛ • œ ɜ • ɞ ʌ • ɔ æ ɐ a • ɶ ɑ • ɒ \| | \| i • y ɨ • ʉ ɯ • u ɪ • ʏ ʊ e • ø ɘ • ɵ ɤ • o ə ɛ • œ ɜ • ɞ ʌ • ɔ æ ɐ a • ɶ ɑ • ɒ \| | \| i • y ɨ • ʉ ɯ • u ɪ • ʏ ʊ e • ø ɘ • ɵ ɤ • o ə ɛ • œ ɜ • ɞ ʌ • ɔ æ ɐ a • ɶ ɑ • ɒ \| |
| Bijna-gesloten                                                                  | \| i • y ɨ • ʉ ɯ • u ɪ • ʏ ʊ e • ø ɘ • ɵ ɤ • o ə ɛ • œ ɜ • ɞ ʌ • ɔ æ ɐ a • ɶ ɑ • ɒ \| | \| i • y ɨ • ʉ ɯ • u ɪ • ʏ ʊ e • ø ɘ • ɵ ɤ • o ə ɛ • œ ɜ • ɞ ʌ • ɔ æ ɐ a • ɶ ɑ • ɒ \| | \| i • y ɨ • ʉ ɯ • u ɪ • ʏ ʊ e • ø ɘ • ɵ ɤ • o ə ɛ • œ ɜ • ɞ ʌ • ɔ æ ɐ a • ɶ ɑ • ɒ \| | \| i • y ɨ • ʉ ɯ • u ɪ • ʏ ʊ e • ø ɘ • ɵ ɤ • o ə ɛ • œ ɜ • ɞ ʌ • ɔ æ ɐ a • ɶ ɑ • ɒ \| | \| i • y ɨ • ʉ ɯ • u ɪ • ʏ ʊ e • ø ɘ • ɵ ɤ • o ə ɛ • œ ɜ • ɞ ʌ • ɔ æ ɐ a • ɶ ɑ • ɒ \| |
| Gesloten-midden                                                                 | \| i • y ɨ • ʉ ɯ • u ɪ • ʏ ʊ e • ø ɘ • ɵ ɤ • o ə ɛ • œ ɜ • ɞ ʌ • ɔ æ ɐ a • ɶ ɑ • ɒ \| | \| i • y ɨ • ʉ ɯ • u ɪ • ʏ ʊ e • ø ɘ • ɵ ɤ • o ə ɛ • œ ɜ • ɞ ʌ • ɔ æ ɐ a • ɶ ɑ • ɒ \| | \| i • y ɨ • ʉ ɯ • u ɪ • ʏ ʊ e • ø ɘ • ɵ ɤ • o ə ɛ • œ ɜ • ɞ ʌ • ɔ æ ɐ a • ɶ ɑ • ɒ \| | \| i • y ɨ • ʉ ɯ • u ɪ • ʏ ʊ e • ø ɘ • ɵ ɤ • o ə ɛ • œ ɜ • ɞ ʌ • ɔ æ ɐ a • ɶ ɑ • ɒ \| | \| i • y ɨ • ʉ ɯ • u ɪ • ʏ ʊ e • ø ɘ • ɵ ɤ • o ə ɛ • œ ɜ • ɞ ʌ • ɔ æ ɐ a • ɶ ɑ • ɒ \| |
| Midden                                                                          | \| i • y ɨ • ʉ ɯ • u ɪ • ʏ ʊ e • ø ɘ • ɵ ɤ • o ə ɛ • œ ɜ • ɞ ʌ • ɔ æ ɐ a • ɶ ɑ • ɒ \| | \| i • y ɨ • ʉ ɯ • u ɪ • ʏ ʊ e • ø ɘ • ɵ ɤ • o ə ɛ • œ ɜ • ɞ ʌ • ɔ æ ɐ a • ɶ ɑ • ɒ \| | \| i • y ɨ • ʉ ɯ • u ɪ • ʏ ʊ e • ø ɘ • ɵ ɤ • o ə ɛ • œ ɜ • ɞ ʌ • ɔ æ ɐ a • ɶ ɑ • ɒ \| | \| i • y ɨ • ʉ ɯ • u ɪ • ʏ ʊ e • ø ɘ • ɵ ɤ • o ə ɛ • œ ɜ • ɞ ʌ • ɔ æ ɐ a • ɶ ɑ • ɒ \| | \| i • y ɨ • ʉ ɯ • u ɪ • ʏ ʊ e • ø ɘ • ɵ ɤ • o ə ɛ • œ ɜ • ɞ ʌ • ɔ æ ɐ a • ɶ ɑ • ɒ \| |
| Open-midden                                                                     | \| i • y ɨ • ʉ ɯ • u ɪ • ʏ ʊ e • ø ɘ • ɵ ɤ • o ə ɛ • œ ɜ • ɞ ʌ • ɔ æ ɐ a • ɶ ɑ • ɒ \| | \| i • y ɨ • ʉ ɯ • u ɪ • ʏ ʊ e • ø ɘ • ɵ ɤ • o ə ɛ • œ ɜ • ɞ ʌ • ɔ æ ɐ a • ɶ ɑ • ɒ \| | \| i • y ɨ • ʉ ɯ • u ɪ • ʏ ʊ e • ø ɘ • ɵ ɤ • o ə ɛ • œ ɜ • ɞ ʌ • ɔ æ ɐ a • ɶ ɑ • ɒ \| | \| i • y ɨ • ʉ ɯ • u ɪ • ʏ ʊ e • ø ɘ • ɵ ɤ • o ə ɛ • œ ɜ • ɞ ʌ • ɔ æ ɐ a • ɶ ɑ • ɒ \| | \| i • y ɨ • ʉ ɯ • u ɪ • ʏ ʊ e • ø ɘ • ɵ ɤ • o ə ɛ • œ ɜ • ɞ ʌ • ɔ æ ɐ a • ɶ ɑ • ɒ \| |
| Bijna-open                                                                      | \| i • y ɨ • ʉ ɯ • u ɪ • ʏ ʊ e • ø ɘ • ɵ ɤ • o ə ɛ • œ ɜ • ɞ ʌ • ɔ æ ɐ a • ɶ ɑ • ɒ \| | \| i • y ɨ • ʉ ɯ • u ɪ • ʏ ʊ e • ø ɘ • ɵ ɤ • o ə ɛ • œ ɜ • ɞ ʌ • ɔ æ ɐ a • ɶ ɑ • ɒ \| | \| i • y ɨ • ʉ ɯ • u ɪ • ʏ ʊ e • ø ɘ • ɵ ɤ • o ə ɛ • œ ɜ • ɞ ʌ • ɔ æ ɐ a • ɶ ɑ • ɒ \| | \| i • y ɨ • ʉ ɯ • u ɪ • ʏ ʊ e • ø ɘ • ɵ ɤ • o ə ɛ • œ ɜ • ɞ ʌ • ɔ æ ɐ a • ɶ ɑ • ɒ \| | \| i • y ɨ • ʉ ɯ • u ɪ • ʏ ʊ e • ø ɘ • ɵ ɤ • o ə ɛ • œ ɜ • ɞ ʌ • ɔ æ ɐ a • ɶ ɑ • ɒ \| |
| Open                                                                            | \| i • y ɨ • ʉ ɯ • u ɪ • ʏ ʊ e • ø ɘ • ɵ ɤ • o ə ɛ • œ ɜ • ɞ ʌ • ɔ æ ɐ a • ɶ ɑ • ɒ \| | \| i • y ɨ • ʉ ɯ • u ɪ • ʏ ʊ e • ø ɘ • ɵ ɤ • o ə ɛ • œ ɜ • ɞ ʌ • ɔ æ ɐ a • ɶ ɑ • ɒ \| | \| i • y ɨ • ʉ ɯ • u ɪ • ʏ ʊ e • ø ɘ • ɵ ɤ • o ə ɛ • œ ɜ • ɞ ʌ • ɔ æ ɐ a • ɶ ɑ • ɒ \| | \| i • y ɨ • ʉ ɯ • u ɪ • ʏ ʊ e • ø ɘ • ɵ ɤ • o ə ɛ • œ ɜ • ɞ ʌ • ɔ æ ɐ a • ɶ ɑ • ɒ \| | \| i • y ɨ • ʉ ɯ • u ɪ • ʏ ʊ e • ø ɘ • ɵ ɤ • o ə ɛ • œ ɜ • ɞ ʌ • ɔ æ ɐ a • ɶ ɑ • ɒ \| |
|                                                                                 |                                                                                       |                                                                                       |                                                                                       |                                                                                       |                                                                                       |
| i • y ɨ • ʉ ɯ • u ɪ • ʏ ʊ e • ø ɘ • ɵ ɤ • o ə ɛ • œ ɜ • ɞ ʌ • ɔ æ ɐ a • ɶ ɑ • ɒ |                                                                                       |                                                                                       |                                                                                       |                                                                                       |                                                                                       |

## Klanken zonder symbolen
Nog niet alle klanken hebben in het Internationaal Fonetisch Alfabet een symbool gekregen.
De blanco velden kunnen zonder veel moeite worden ingevuld indien dat ooit nodig is. De symbolen voor nieuwe medeklinkers worden vaak gevormd door de symbolen voor reeds bestaande medeklinkers iets aan te passen.

## Toonsoorten
De "e" in onderstaande tabel is een voorbeeld en kan door een andere klinker vervangen worden.
| Toonletter in IPA | Nederlandse toon | Uitleg         |
| ----------------- | ---------------- | -------------- |
| e˥                | éé               | extra hoog     |
| e˦                | ée               | hoog           |
| e˧                | ee               | midden         |
| e˨                | èe               | laag           |
| e˩                | èè               | extra laag     |
| eː                | ee-              | lange toon     |
| eˑ                | e-               | halflange toon |